# Kōsuke Yamashita
Kōsuke Yamashita (?, 山下 康介, Yamashita Kōsuke; Hamamatsu, 17 febbraio 1974) è un compositore giapponese.
Yamashita è conosciuto soprattutto per il lavoro su Digimon Xros Wars, Xenosaga: The Animation, e per gli tokusatsu (effetti speciali) delle serie televisive Mahou Sentai Magiranger, Kaizoku Sentai Gokaiger, e Kamen Rider Gaim. È un membro dei Project.R.
Yamashita collabora spesso con Nobuhiko Obayashi, conosciuto dopo il suo diploma al College musicale di Tokyo.
È membro del consiglio dell'Associazione Compositori-Arrangiatori Giapponese. Dall'aprile del 2011, Yamashita è stato docente ospite presso il Senzoku Gakuen College of Music. Nel 2013, è stato pubblicato l'album A Classical in collaborazione con J-pop e il cantante Ayumi Hamasaki. È stato il primo album di musica classica ad essere in vetta nella classifica degli album musicali di Oricon.

## Lavori
| Anno    | Titolo                                                   | Ruolo  | Note                 | Fonte  |
| ------- | -------------------------------------------------------- | ------ | -------------------- | ------ |
| 1996    | Tom Cat Holmes' Deduction                                | Musica |                      |        |
| 2005    | Hana Yori Dango                                          | Musica |                      | [ 8 ]  |
| 2005    | Xenosaga: The Animation                                  | Musica |                      | [ 9 ]  |
| 2006    | Glass Fleet                                              | Musica |                      |        |
| 2006    | Kurosagi                                                 | Musica |                      | [ 10 ] |
| 2006    | Xenosaga I & II                                          | Musica |                      | [ 11 ] |
| 2007    | Getsumento Heiki Mina                                    | Musica |                      |        |
| 2007    | Dragonaut                                                | Musica |                      | [ 12 ] |
| 2007    | Shion no Ō                                               | Musica |                      |        |
| 2007    | Hana Yori Dango Returns                                  | Musica |                      | [ 13 ] |
| 2008    | Hana Yori Dango Final                                    | Musica |                      | [ 14 ] |
| 2009    | Konnichiwa Anne                                          | Musica |                      | [ 15 ] |
| 2009    | Smile                                                    | Musica |                      | [ 16 ] |
| 2010-12 | Digimon Fusion (Digimon Xros Wars)                       | Musica | 3 stagioni           | [ 17 ] |
| 2010    | The Wallflower                                           | Musica | live-action TV drama | [ 18 ] |
| 2011-13 | Chihayafuru                                              | Musica | 2 stagioni           | [ 19 ] |
| 2011    | Kaizoku Sentai Gokaiger the Movie: The Flying Ghost Ship | Musica |                      | [ 20 ] |
| 2012    | Ozuma                                                    | Musica |                      |        |
| 2024    | Dragon Ball Daima                                        | Musica |                      |        |